# Phrynetopsis variegata
Phrynetopsis variegata là một loài bọ cánh cứng trong họ Cerambycidae.